# 7mm Remington Short Action Ultra Magnum
В 2002 році компанія Remington представила набій 7mm Short Action Ultra Magnum (SAUM) разом з набоєм 7mm Winchester Short Magnum. Його розробили спеціально для гвинтівки Remington Model Seven Magnum і був призначений загалом для полювання на великих відстанях. Різниця в швидкості між набоями 7mm SAUM та 7mm Winchester Short Magnum (WSM) менше 15 м/с; вони є майже балістичними двійниками. Обидва набої показували оптимальні балістичні результати при використанні куль вагою від 120 до 160 гран.
Через те, що набій 7mm SAUM з'явився після появи набою 7mm WSM, невелика кількість виробників зброї випускали гвинтівки під цей набій. Невеликий попит на заводський набій 7mm SAUM призвів до росту вартості набою з середини 2014 року.
Зараз 7mm SAUM переживає популярність серед виробників нестандартної зброї та тих хто вручну заряджає набої, оскільки з ним можна використовувати довгі (180 гранові) кулі які швидко влучають у цілі на великих відстанях. 
Набій 7mm SAUM популярний вибір стрільців в класі f і неодноразово допомагав перемогти в цій дисципліні.
Набій 7mm SAUM заповнює нішу в змаганнях на великі відстані (700-2000 м), де він є популярним.